# Пабло Кампана
Пабло Кампана (ісп. Pablo Campana; нар. 16 грудня 1972) — колишній еквадорський тенісист.
Найвищу одиночну позицію світового рейтингу — 165 місце досяг 9 вересня 1996, парну — 162 місце — 23 вересня 1996 року.
Найвищим досягненням на турнірах Великого шолома було 3 коло в одиночному розряді.

## Тенісна кар'єра

### Фінали за кар'єру
| Легенда (одиночний розряд) |
| Великий шлем (0–0)         |
| Tennis Masters Cup (0–0)   |
| Серія Мастерс ATP (0–0)    |
| Тур ATP (0–0)              |
| Челленджери (1–1)          |

| Результат | Ранг | Дата           | Турнір        | Покриття | Суперник       | Рахунок  |
| --------- | ---- | -------------- | ------------- | -------- | -------------- | -------- |
| Перемога  | 1.   | 15 липня 1996  | Кіто, Еквадор | Ґрунт    | Луїс Морехон   | 6–3, 6–2 |
| Поразка   | 1.   | 12 серпня 1996 | Бронкс, США   | Тверде   | Тамер Ель-Саві | 1–6, 4–6 |